# Cosmic Rough Riders
Els Cosmic Rough Riders són una banda de pop/rock de Glasgow, Regne Unit. Es va formar originalment el 1998 per Daniel Wylie i Stephen Fleming, amb les incorporacions posteriors de Mark Brown i James Clifford. Fins aleshores han enregistrat cinc àlbums, i tenen senzills en el UK Top 40.